# 16 attitudes pour mieux vivre
Les 16 attitudes pour mieux vivre est un essai, réflexion spirituelle mettant en avant des valeurs universelles présentées comme des outils pour atteindre le bonheur dans sa vie quotidienne. L’ouvrage s’appuie également sur des citations et actions de personnes prônant ces valeurs, telles Marc Aurèle, le chef amérindien Seattle, Albert Einstein, Nelson Mandela, ou Thích Nhất Hạnh, ainsi que sur des évènements liés, comme le rapport parlementaire de pleine conscience (Mindful Nation UK, Grande-Bretagne, octobre 2015).

## Éducation universelle
L’éducation essentielle, un projet de la Fondation pour le développement de la compassion et de la sagesse, se base sur les enseignements de Thubten Yeshe, un lama tibétain qui souhaitait promouvoir une éducation universelle exprimant, dans un langage accessible à tous, les valeurs de sagesse communes à toutes les traditions. Il en ressort que seize attitudes peuvent être rassemblées au sein de quatre thèmes :
- comment nous pensons : humilité, patience, contentement, joie ;
- comment nous agissons : bonté, honnêteté, générosité, parole juste ;
- comment nous entrons en relation : respect, pardon, gratitude, loyauté ;
- comment nous trouvons du sens : aspiration, principes, service, courage.

L’ouvrage incite à réfléchir et méditer sur ces attitudes pour les intégrer plus aisément à sa vie quotidienne.

## Origine bouddhique
Les 16 attitudes sont inspirées d’un code légal de conduite de 16 vertus morales, The 16 Human Dharmas, promulguées par Songtsen Gampo, roi tibétain du VIIe siècle. Il est crédité de la première introduction du bouddhisme au Tibet : il se serait en effet inspiré de règles de conduites bouddhistes pour ces 16 vertus morales. Selon le Dalaï-Lama, la peine de mort avait été strictement interdite au Tibet grâce à ce code légal.